# 回旋动理学
回旋动理学是在磁化等离子体当中，带电粒子的轨迹是一个围绕磁力线的螺旋运动。它可以解耦为一个快速的回旋运动和和一个相对来说比较慢的导心运动。对于等体中的许多问题，只需要考虑后者就已经足够了。不论是传统的回旋平均，还是现在的李坐标变换，由于去除了不必要的回旋相位角这一维数，使得计算得到了简化。